# Moio della Civitella
Moio della Civitella – miejscowość i gmina we Włoszech, w regionie Kampania, w prowincji Salerno.
Według danych na rok 2004 gminę zamieszkiwały 1823 osoby, 113,9 os./km².